# Stephan Braunfels
Stephan Braunfels (* 1. August 1950 in Überlingen) ist ein deutscher Architekt.

## Werdegang
Stephan Braunfels ist Urenkel des Bildhauers Adolf von Hildebrand, Enkel des Komponisten Walter Braunfels und Sohn des Kunsthistorikers Wolfgang Braunfels.
Er studierte von 1970 bis 1975 Architektur an der Technischen Universität München. 1978 gründete er in München ein eigenes Architekturbüro, 1996 in Berlin. 2004 folgte er einer Berufung zum Professor für Städtebau an die Technische Fachhochschule Berlin (TFH Berlin). 1983 nahm er am Entwurfsseminar in Eichstätt in der Arbeitsgruppe Waisenhaus unter Leitung von Bruno Reichlin teil.
Im Jahr 2000 ersteigerte Braunfels das Barockschloss Seußlitz bei einer Auktion in Leipzig für 715.000 DM (360.000 €).

## Wirken

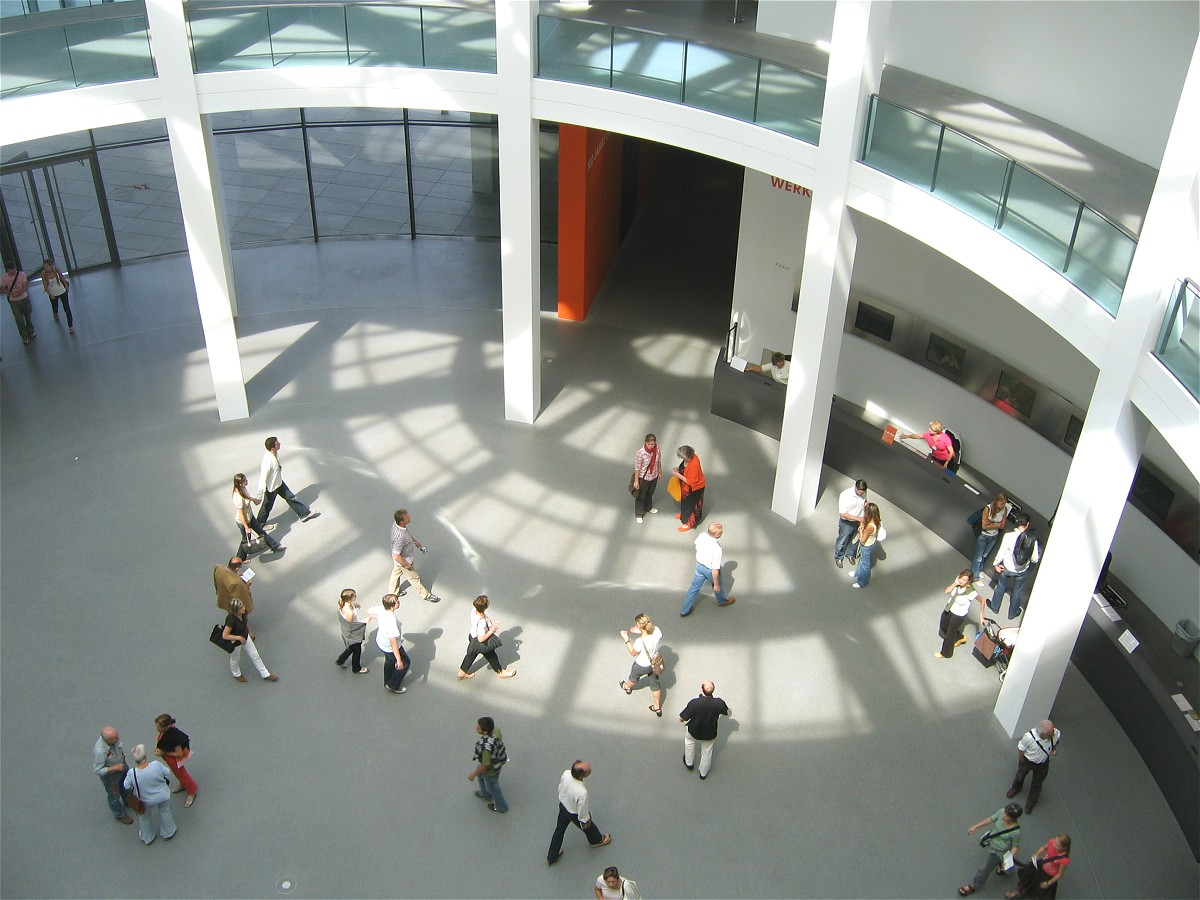
Pinakothek der Moderne, Rotunde

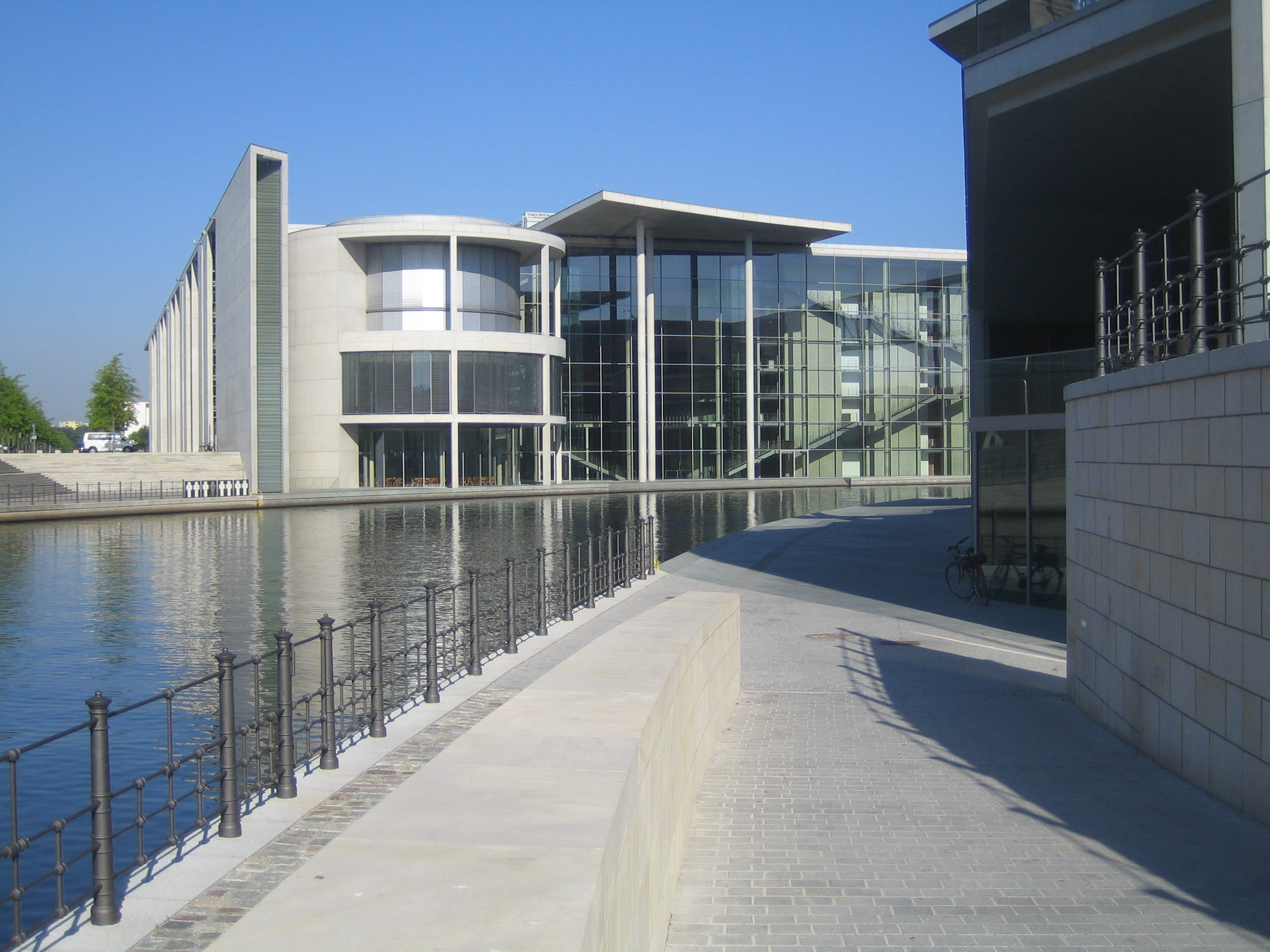
Paul-Löbe-Haus, Ostseite am Spreeufer

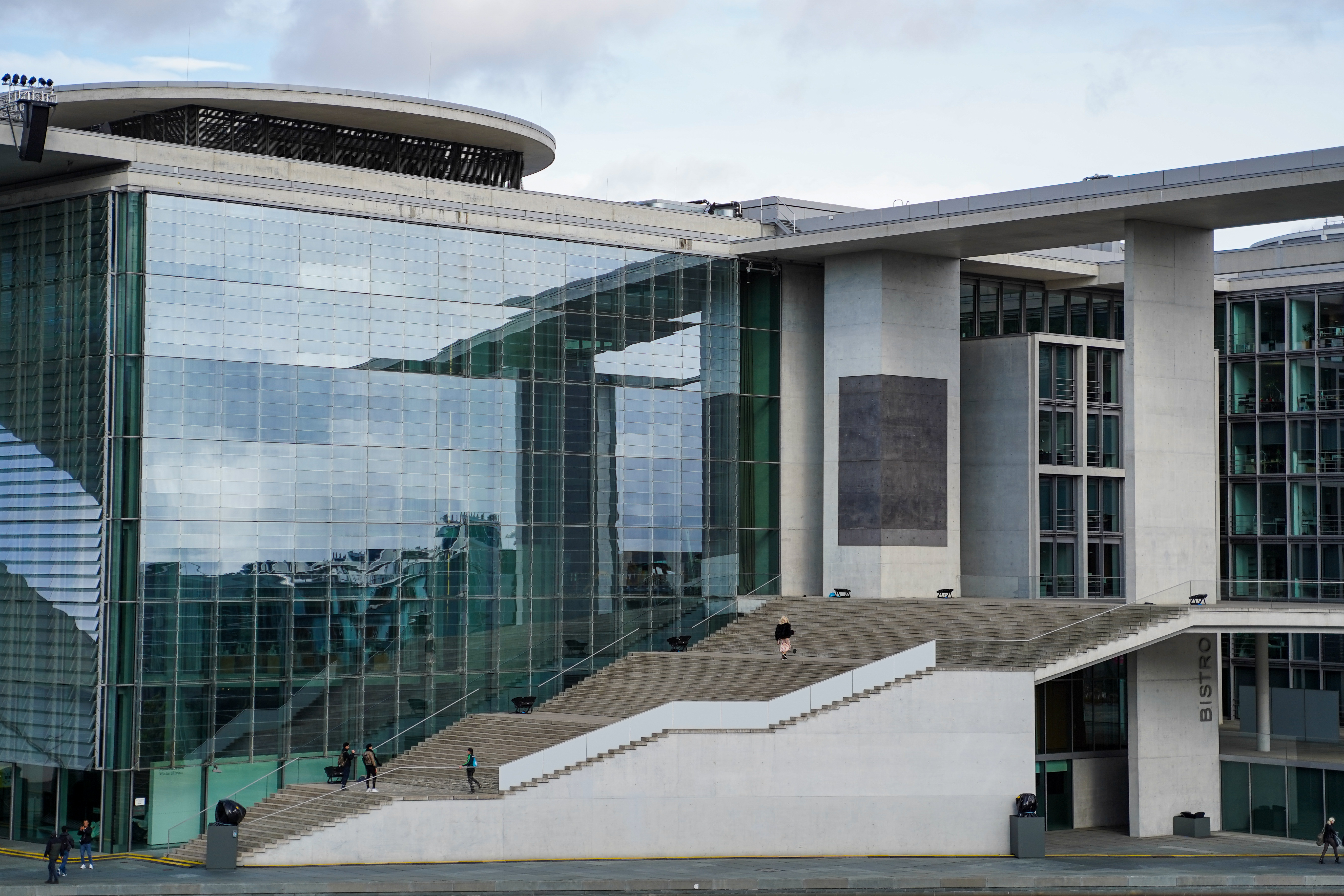
Marie-Elisabeth-Lüders-Haus vom Reichstagsgebäude aus

1984 legte er einen städtebaulichen Entwurf für den Münchener Hofgarten vor. Braunfels verstand ihn als Gegenentwurf zum Umbau des Armeemuseums zur Bayerischen Staatskanzlei für den bayerischen Ministerpräsidenten Franz Josef Strauß und seine Nachfolger.
Braunfels entwarf 1995 bis 2002 die Pinakothek der Moderne. Früh traten Baumängel am Gebäude auf, wofür Braunfels die Verantwortung dem Freistaat Bayern zuweist; während der Renovierung 2013 musste das Museum acht Monate schließen. Der von Braunfels geplante zweite Bauabschnitt, der das Museum im Süden und Osten ummanteln und zusätzliche Räume für die Staatliche Graphische Sammlung bergen soll, wurde 2010 wegen Geldmangels zurückgestellt, auch weil der Bau des Museums Brandhorst vorgezogen wurde.  Im Februar 2019 veräußerte Braunfels nach langem Streit mit Freistaat und Stadt die Nutzungsrechte für den zweiten Bauabschnitt an die Stiftung Pinakothek der Moderne. Schon 2017 war eine Klage des Architekten im Streit um den Architektenwettbewerb für das geplante neue Konzerthaus München wegen Nichtberücksichtigung im Wettbewerb abgewiesen worden.
Weitere wichtige Projekte waren der Parlamentsneubau des Paul-Löbe-Hauses in Berlin 2001, das Marie-Elisabeth-Lüders-Haus (Parlamentsbibliothek) in Berlin 2002/2003, sowie die Neue Mitte in Ulm in den Jahren 2004 bis 2006. Im September 2016 gab der Architekt bekannt, dass er den Vertrag mit dem Bund gekündigt habe und diesen wegen ausstehender Zahlungen auf Schadenersatz verklagt habe. Der Bund wies die Forderungen zurück und erklärte die Kündigung für unwirksam.
2012 wurde in der Altstadt von Gifhorn der Neubau der örtlichen Volksbank fertiggestellt.
Braunfels entwarf in der Spielzeit 2010/2011 das Bühnenbild für eine Inszenierung der von seinem Großvater komponierten Oper Ulenspiegel am Landestheater Altenburg.
Seit 2019 fasst Stephan Braunfels seine städtebaulichen Entwürfe in eine Buchreihe über Stadtbaukunst zusammen.

## Auszeichnungen und Ehrungen
- AZ Stern des Jahres für Architektur (1992)
- Deutscher Kritikerpreis (1994)
- AZ Stern des Jahres für die Pinakothek der Moderne, München (2002)
- Nominierung für den Mies van der Rohe Award for European Architecture (2003)
- Medaille München leuchtet in Gold (2003)
- Auszeichnung zum Deutschen Architekturpreis für die Pinakothek der Moderne, München (2003)
- BDA-Preis Bayern für die Pinakothek der Moderne, München (2003)
- AIT Architekturpreis Struktur-Farbe-Oberfläche für Pinakothek der Moderne München (2003)